# Viola redacta
Viola redacta är en violväxtart som beskrevs av H. D. House. Viola redacta ingår i släktet violer, och familjen violväxter. Inga underarter finns listade i Catalogue of Life.